# 東京の合唱
『東京の合唱』（とうきょうのコーラス）は、1931年（昭和6年）8月15日公開の日本映画である。松竹キネマ製作・配給。監督は小津安二郎。モノクロ、スタンダード、サイレント、91分。
世界的に不景気な時代に仕事を失った父親が再起する姿を描いた小市民映画で、悲劇的な内容に喜劇的な側面を持たせている。初回興行は帝国劇場。第8回キネマ旬報ベスト・テン第3位。1953年（昭和28年）に東宝で『サラリーマンの歌』としてリメイクされた。

## あらすじ
生意気な中学時代を過ごし、現在は妻と3人の子供を持つサラリーマンの岡島はボーナスを心待ちにしていた。だが、老社員が不当にクビにされたことを社長に抗議して自分も解雇されてしまう。そして、中学時代の恩師である大村先生が定年退職後に始めた食堂「カロリー軒」をいやいや手伝うことになるが、最終的には地方に就職口を見つけるのだった。

## スタッフ
- 監督：小津安二郎
- 脚色・潤色：野田高梧
- 原案：北村小松
- 撮影編集：茂原英朗
- 助監督：清輔影、原研吉、根岸浜男
- 撮影補助：厚田雄春、藤田英次郎、九里林稔
- 撮影事務：高山伝
- 舞台設計・装置・装飾：脇田世根一、田中米二郎、角田民造
- 舞台配光：中島利光
- 現像：納所歳巳
- 焼付：阿部鉉太郎
- 衣裳：斎藤紅
- 結髪：菊地いよの
- タイトル：志賀友男

## キャスト
- 岡島伸二：岡田時彦
- 妻すが子：八雲恵美子
- 長男：菅原秀雄
- 長女美代子：高峰秀子
- 大村先生：斎藤達雄
- 先生の妻：飯田蝶子
- 老社員山田：坂本武
- 社長：谷麗光
- 秘書：宮島健一
- 医者：河原侃二
- 会社の同僚：山口勇

## リメイク
『サラリーマンの歌』（さらりーまんのうた）は、1953年（昭和28年）9月8日公開の日本映画である。東宝製作・配給。監督は杉江敏男。モノクロ、スタンダード、92分。
スタッフ
- 監督：杉江敏男
- 製作：藤本真澄
- 原作：野田高梧
- 脚本：猪俣勝人、長谷川公之
- 撮影：安本淳
- 音楽：飯田信夫
- 美術：小川一男
- 編集：岩下広一
- 助監督：野長瀬三摩地

キャスト
- 安西修吉：佐野周二
- 伸江：角梨枝子
- みや子：岡田茉莉子
- 本田教員：小泉博
- 酒巻透：小林桂樹
- 吉岡先生：菅井一郎
- 駿：設楽幸嗣
- 千栄子：斎藤史子
- あき：英百合子
- 高校の教頭：村上冬樹
- 園子：坪内美子
- 小笠原弁護士：伊沢一郎
- 証券会社々長：十朱久雄
- 証券会社課長：谷晃
- 同僚谷：増田順二
- 職安にいる男：中村是好
- 堂本：加東大介
- 同窓生渋谷：堤康久
- 同窓生目黒：瀬良明
- 老医師：勝本圭一郎
- チラシ撒きの老人：河崎竪男
- 飲み屋の女将：出雲八枝子
- 高校校長：熊谷二良

エピソード
夜間撮影を行った際には一時から四時まで、国電エビス駅寄りのガード下にロケバスが三台、ライトを大量に持ち込みホースであたり一面に水を振りまいて大雨のシーンを演出した。